# آلماز آیانا
آلماز آیانا (انگلیسی: Almaz Ayana؛ زادهٔ ۲۱ نوامبر ۱۹۹۱) یک دونده دو استقامت اهل اتیوپی است. از افتخارات وی میتوان وی می‌توان به کسب مدال طلا دو ۱۰۰۰۰ متر در بازی‌های المپیک تابستانی ۲۰۱۶ اشاره کرد.